# Greatest Hits (album de 2Pac)
Pour les articles homonymes, voir Greatest Hits.
Albums de 2Pac
R U Still Down? (Remember Me)
(1997) Still I Rise
(1999)
Singles
1. Changes
Sortie : 13 octobre 1998
2. Unconditional Love
Sortie : 26 janvier 1999

Greatest Hits est une compilation posthume de 2Pac, sortie le 24 novembre 1998, retraçant en vingt-cinq chansons la carrière du rappeur.
L'album s'est classé 1er au Top R&B/Hip-Hop Albums et 3e au Billboard 200 et a été certifié disque de diamant par la Recording Industry Association of America (RIAA) le 23 juin 2011. Il s'est vendu à 4,8 millions d'exemplaires aux États-Unis.

## Liste des titres

### Disque 1
1. Keep Ya Head Up
2. 2 of Amerikaz Most Wanted (featuring Snoop Dogg)
3. Temptations
4. God Bless the Dead (featuring Stretch)
5. Hail Mary (featuring Kastro, Young Noble & Prince Ital)
6. Me Against the World (featuring Dramacydal)
7. How Do U Want It (featuring K-Ci & Jojo)
8. So Many Tears
9. Unconditional Love
10. Trapped
11. Life Goes On
12. Hit 'Em Up (featuring The Outlawz)

### Disque 2
1. Troublesome '96
2. Brenda's Got a Baby
3. I Ain't Mad at Cha (featuring Danny Boy)
4. I Get Around (featuring Money B & Shock G)
5. Changes
6. California Love (featuring Dr. Dre)
7. Picture Me Rollin' (featuring Big Syke & C Bo)
8. How Long Will They Mourn Me? (featuring Nate Dogg)
9. Toss It Up (featuring Danny Boy, Aaron Hall, K-Ci & Jojo)
10. Dear Mama
11. All About U (featuring Nate Dogg, Dru Down, Top Dogg & Outlawz)
12. To Live and Die in L.A. (featuring Val Young)
13. Heartz of Men